# 大柴燈護摩供

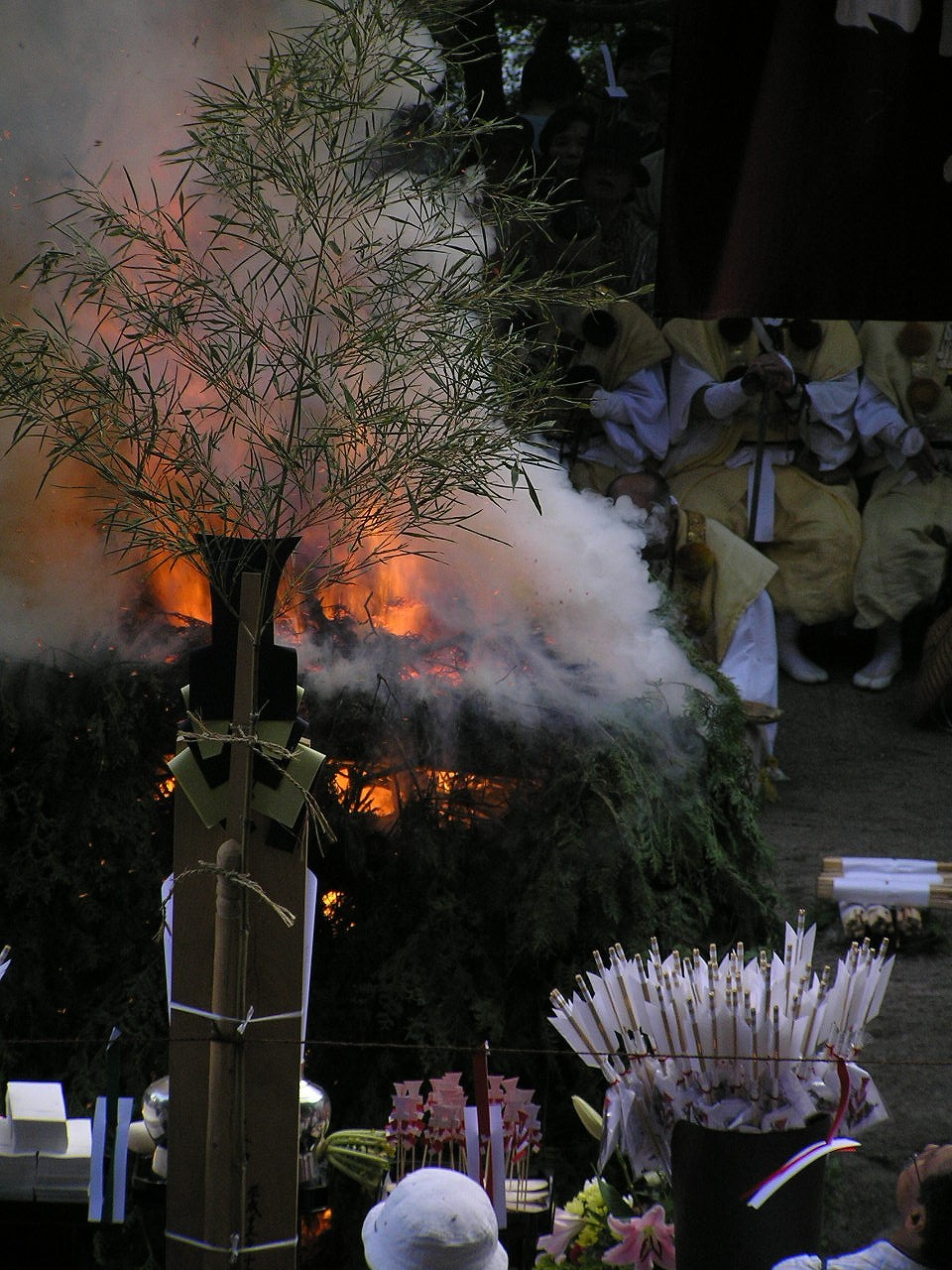
兵庫県三木市の伽耶院で山伏により毎年10月第2月曜日に行われる採燈大護摩供

大柴燈護摩供（だいさいとうごまく）とは、野外で行う大規模な護摩法要のことで、柴燈大護摩供（さいとうおおごまく）と呼ぶ場合もある。
天台系である本山派の採燈護摩は修験道の開祖役行者からの法脈をうけ天台寺門宗の三井寺及び本山修験宗の聖護院に伝えられている。
当山派の柴燈護摩は真言宗を開いた空海の孫弟子に当たる聖宝理源大師が初めて行ったといわれており、醍醐寺をはじめとする真言宗の当山派修験道の法流を継承する寺院で行われる事が多い。
日本特有の仏教行事である。
伝統的な真言宗系当山派の柴燈護摩に柴の字が当てられているのは、山中修行で正式な密具の荘厳もままならず、柴や薪で檀を築いたことによる。なお、天台宗系本山派が行う野外の護摩供養は、「採燈護摩」というが、天の燈火を借りて炊くという意味がある。また、真言宗醍醐派の正当法流を汲む真如苑（真如三昧耶流）では、一切を斉（ひと）しく救う、意より斉の字を当てて「斉燈護摩」と呼称している。
伝統真言宗系当山派の寺院が行う「柴燈護摩」は、本来山中修行にて行者だけで修するものであるため規模や護摩木の数の多寡を問うことはないが、新宗教の一つである阿含宗の大柴燈護摩供の場合は護摩木も約三千万本と大規模でイベント色も強い。また、阿含宗の大柴燈護摩と、伝統的な本山派、当山派修験道の柴（採）燈護摩の違いについては、それぞれの主催者側の主張が異なる。